# Groot-Nicobar
Groot-Nicobar is het grootste en zuidelijkste eiland van de Indiase eilandengroep de Nicobaren. Het zuidelijkste punt van het eiland, Indira Point, is tevens het zuidelijkste punt van heel India. Het eiland heeft een oppervlakte van 1.045 km², maar is dun bevolkt. Er zijn tropische regenwouden. Het grootste deel van het eiland (circa 85%) is een UNESCO biosfeerreservaat, de Great Nicobar Biosphere Reserve.
Mount Thullier is het hoogste punt van Groot-Nicobar op 642 m.
Er zijn plannen voor de aanleg van een overslaghaven in de zuidpunt van het eiland, met ook een stad en toeristische voorzieningen. Voorzien wordt dat het bevolkingsaantal sterk zal stijgen. Er zijn echter zorgen over schade aan flora en fauna, en over de gevolgen voor de Shompen, een inheemse stam van rond de driehonderd mensen die in het binnenland leven, vrijwel zonder contact met de buitenwereld.